# كين حنا
كين حنا (بالإنجليزية: Ken Hanna)‏ هو بواق وملحن أمريكي، ولد في 8 يوليو 1921 في بالتيمور في الولايات المتحدة، وتوفي في 10 ديسمبر 1982.

## وصلات خارجية
- كين حنا على موقع ميوزك برينز (الإنجليزية)
- كين حنا على موقع أول ميوزيك (الإنجليزية)
- كين حنا على موقع ديسكوغز (الإنجليزية)